# Henrik Sørensen (atlet)
 For alternative betydninger, se Henrik Sørensen. (Se også artikler, som begynder med Henrik Sørensen)
Henrik Oluf Anders Sørensen (27. maj 1897 i Ringsted – 19. februar 1976 i Hvidovre) var en dansk og atlet som var medlem af Ringsted Idrætsforening. Han deltog i OL 1920 på 5000 meter og terrænløbet. Han vandt et danskt mesterskaber på 5000 meter.

## Danske mesterskaber
- Guld 1921  5000 meter 15:42.9
- Sølv 1918  10.000 meter 34:25.0